# Chotla
Die Chotla (deutsch Kautel) ist ein kleiner Fluss in Polen, der im östlichen Powiat Białogardzki (Kreis Belgard) in der Woiwodschaft Westpommern in Süd-Nord-Richtung fließt.
Die Chotla entspringt recht unscheinbar in der Gemarkung Wojęcino (Wojenthin) im südwestlichen Bereich des Powiats Koszaliński (Kreis Köslin). 
Auf seinem zunächst westlich führenden, dann in einem großen Bogen in nördliche Richtung schwenkenden Weg passiert der kleine Fluss mit seinen 26 Kilometern Länge die Orte Wełdkówko (Klein Voldekow), Pobądz (Pobanz), Bukowo (Alt Buckow), Retowo (Rottow), Bukówko (Neu Buckow), Słonino (Schlennin) und Zaspy Małe (Klein Satspe).
In der nördlichen Gemarkung Buczek (Butzke) mündet die Chotla schließlich in die Radew (Radüe).
Auf ihrem Weg trieb die Chotla zahlreiche Wassermühlen an. Heute ist der Abschnitt ab Pobądz eine beliebte Strecke für den Kanusport.
Bei Bukowo nähern sich die Chotla und der südlich von ihr fließende Hasselbach um weniger als 200 Meter einander. In der Nacht vom 16. auf den 17. Juli 1888 schwoll der Hasselbach nach einem orkanartigen Unwetter derart an, dass er auf einer Strecke von 20 Metern durchbrach und sein Wasser in die Chotla ergoss und die ganze Gegend in einen gefährlich großen See verwandelte. Die danach erfolgte Sicherung verhinderte nicht, dass der Bach danach noch mehrmals über seine Ufer trat und sein Wasser in die Chotla floss.